# Горицкая династия

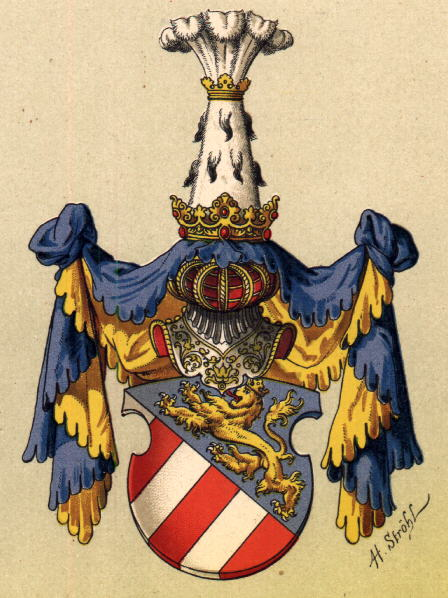
Герб графов Горицких

Мейнхардины (нем. Meinhardiner) или Горицкая династия (нем. Görzer, словен. Grofje Goriški) — немецкая династия эпохи средних веков, представители которой правили в Горице в 1075—1500 годах, Тироле в 1253—1363 годах, Каринтии и Крайне в 1286—1335 годах, а также в Чехии в 1306 и в 1307—1310 годах. В конце XIII века представителям Горицкой династии удалось объединить под своей властью большую часть территории к югу от Австрии и Баварии, однако позднее они уступили доминирующие позиции в регионе австрийским Габсбургам. До конца XV века Горицкая династия сохраняла определённое влияние во Фриули и Каринтии, пока со смертью последнего представителя рода в 1500 году владения графов Горицких не были присоединены к Австрийской монархии.

## Происхождение
Горицкая династия ведёт своё происхождение от некоего Гартвика, который в середине X века был палатином Каринтии — обширного герцогства, простиравшегося от Австрии до Вероны. Согласно традиции этот Гартвик принадлежал к семье Арибонидов, один из представителей которой был пфальцграфом Баварии в начале X века.
В середине XI века Энгельберт I, потомок Гартвика по материнской линии, был графом в долине реки Пустер в юго-восточном Тироле. Он женился на Хедвиге, дочери герцога Каринтии Маркварта III из династии Эппенштейнов. По всей видимости этот брак принёс Энгельберту I замок Гёрц (Горица), принадлежащий с начала XI века Эппенштейнам.
Сын Энгельберта, Генрих I (ум. 1102) перенёс свою резиденцию из Линца в Горицу и стал первым графом Горицким.

Графство Горица на карте Юго-Восточной Германии 12 века

## Расцвет династии
При преемниках Генриха I Горицкое графство постепенно завоевало своё место в системе внешнеполитических связей юго-восточных областей Германии. Мейнхард II (ум. в 1232 году) вступил в союз с Андексским домом, доминирующим в регионе, а его внук Мейнхард III (1232—1258), женившись на наследнице Тирольского графства Адельгейде, присоединил к своим владениям Тироль.

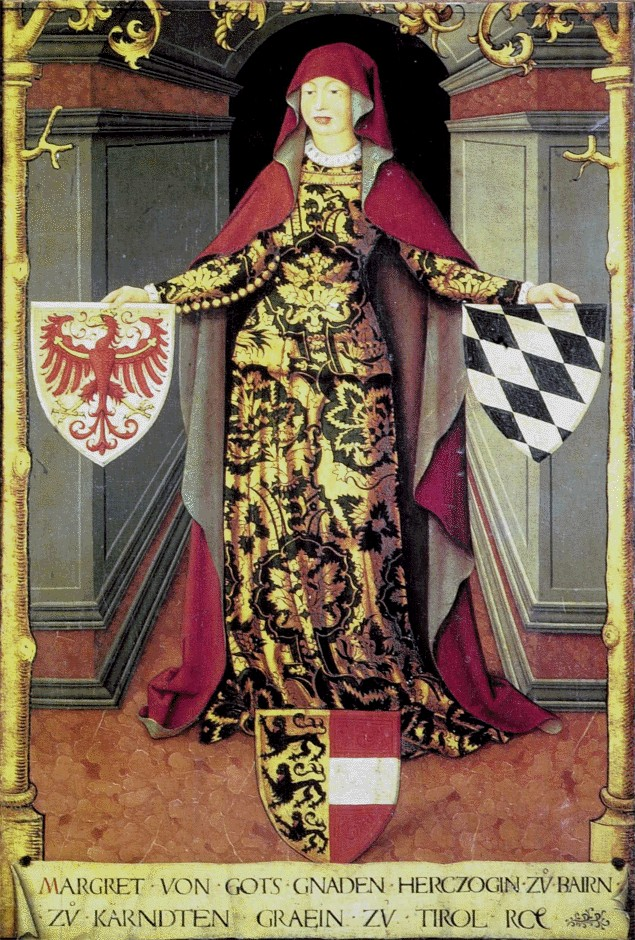
Маргарита Тирольская

Наибольшего расцвета влияние Горицкой династии достигло в период правления сына Мейнхарда III, Мейнхарда IV (1258—1295), который одержал верх над епископами Бриксена и Трента и объединил под своей властью обширные территории от Форарльберга до Крайны и от Инсбрука до Аквилеи.
В 1271 году владения Горицкого дома были разделены между двумя ветвями династии: Мейнхард IV получил Тироль, основав Горицко-Тирольскую линию, а его младший брат Альбрехт I — Горицу и ряд ленов в Крайне и Каринтии.
В 1286 году в качестве благодарности за поддержку императора Рудольфа I Мейнхард IV получил герцогство Каринтия.

## Горицко-Тирольская линия
Горицко-Тирольская линия играла значительную роль в политике юго-восточной Германии первой половины XIV века. Сын Мейнхарда IV, Генрих (1270—1335), стал в 1306 году королём Чехии. Правда время его царствования на чешском престоле было недолгим: в 1310 году он был свергнут, однако до конца жизни не оставлял попыток возвратить себе корону и активно боролся против Люксембургской династии, резко усилившей свои позиции в регионе.
После смерти Генриха в 1335 году в Горицко-Тирольской линии не осталось наследников мужского пола и, в соответствии с соглашением 1282 года, Каринтия отошла к австрийским Габсбургам. Тироль, однако, остался независимым под властью дочери Генриха Маргариты (1318—1369). В своей политике она ориентировалась на Баварию и вошла в историю как «самая уродливая женщина в истории» — прозвище, закрепившееся за ней после оскорбительных выпадов о её внешности папы римского, объяснявшихся скорее политическими мотивами. В 1363 году, после смерти сына Мейнхарда III, Маргарита уступила давлению австрийского герцога Рудольфа IV и отреклась от престола в его пользу. Это означало присоединение Тироля к Австрии. Со смертью Маргариты в 1369 году Горицко-Тирольская линия династии пресеклась.

## Горицкая линия
Основателем Горицкой линии династии стал Альбрехт I (ум. 1304), младший сын графа Мейнхарда III.

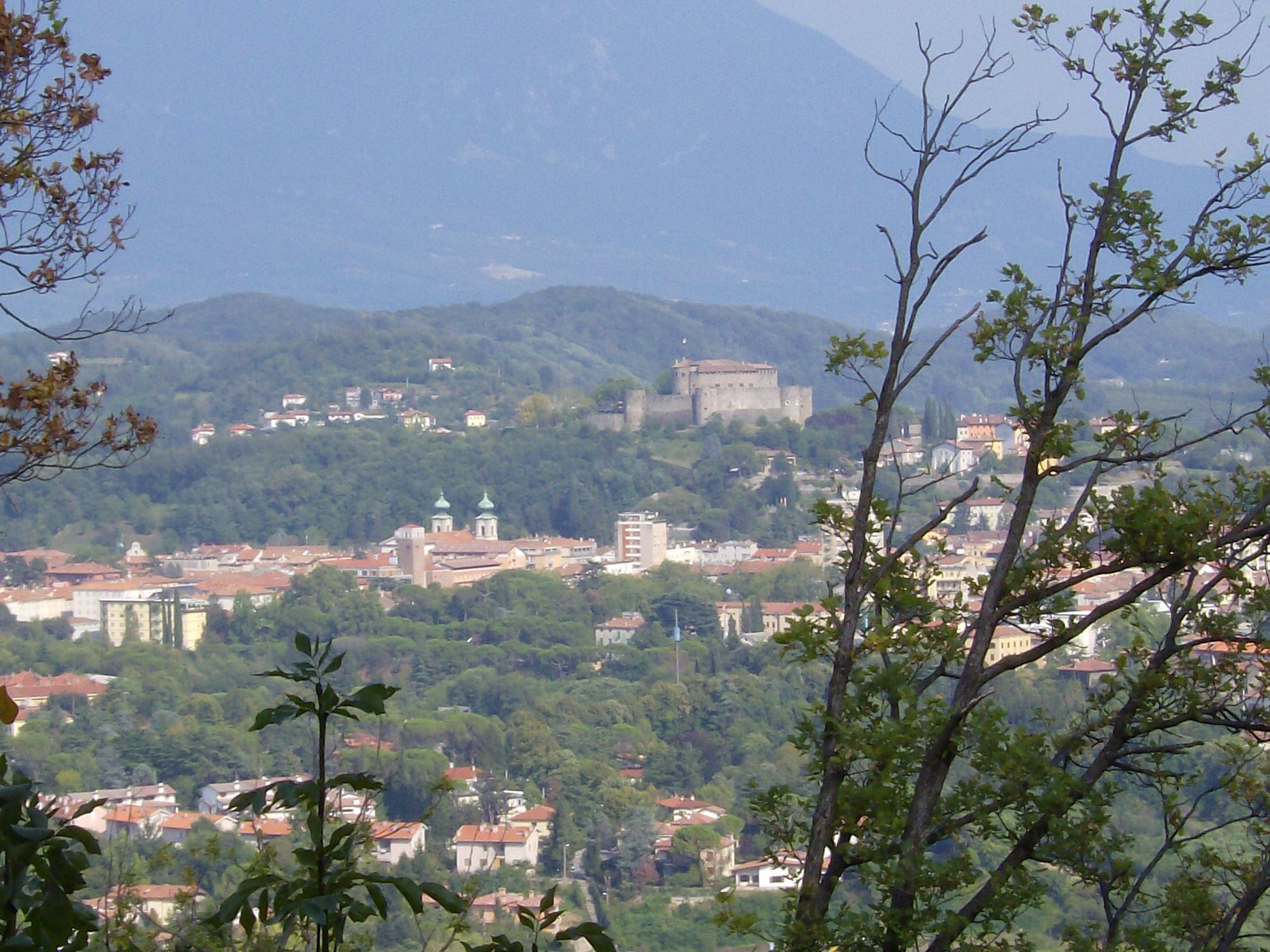
Горицкое графство

Сын Альбрехта и его преемник Генрих II (1250—1323), был выдающимся военачальником, чьё влияние распространялось далеко за пределы родного графства. Патриарх Аквилеи назначил Генриха генерал-капитаном Фриули, коммуна Падуи избрала его своим защитником, а город Триест — своим бургомистром. Он также являлся представителем императора в Северо-Восточной Италии. Несмотря на раннюю смерть Генрих II обеспечил усиление влияния Горицкой династии в регионе и добился того, что пост генерал-капитана Фриули, а значит и фактическое управление этой областью стало наследственным в линии графов Горицы.
В 1365 году граф Альбрехт III завещал австрийскому герцогу Леопольду III Габсбургу свои владения во Внутренней Истрии, Словенской марке и на побережье Адриатики. В 1382 году под власть Габсбургов перешёл Триест. Во Фриули усилилась феодальная аристократия крупных городов, которая практически устранила власть графов Горицы.
Падение престижа и дальнейшая деградация графства продолжились при Генрихе VI (1376—1454), который распродавал фамильные драгоценности и земли, пьянствуя и ведя невоздержанный образ жизни. Его жена Екатерина Гараи даже была вынуждена запереть своего супруга в замке Брук в Линце, чтобы воспрепятствовать окончательному разорению государства.
Последний правитель Горицы граф Леонард (1440—1500) не смог радикально поправить финансовые проблемы государства. Более того, он столкнулся с началом турецких набегов, которым граф не мог противостоять. Со смертью Леонарда в 1500 году Горицкая династия прекратилась. Горица и Восточный Тироль перешли под власть Габсбургов.